# 拜秀花
拜秀花（1956年—），甘肃临夏人，回族，中华人民共和国政治人物、第十二届全国人民代表大会青海地区代表。
毕业于青海民族学院数学系数学专业。担任青海省西宁市回族中学副校长。2008年起担任全国人大代表。2013年，担任全国人大代表。